# Ministerio por la Protección del Medio Ambiente y el Desarrollo Regional de Letonia
El Ministerio por la Protección del Medio Ambiente y el Desarrollo Regional de Letonia (en letón: Latvijas Republikas Vidas aizsardzības un reģionālās attīstības ministrija) es el departamento principal del gobierno de Letonia responsable de la protección del medio ambiente, la planificación del desarrollo y coordinación regional y seguimiento del desarrollo municipal así como la gestión de la tierra y autoridad en la aplicación de la ejecución de los servicios estatales y municipales, se estableció el 1993. El ministerio consta de quince instituciones subordinadas y un departamento independiente.
El ministerio está encabezado por el ministro de la Protección del Medio Aambiente y el Desarrollo Regional. Desde el 23 de enero de 2019 es Juris Pūce, bajo el Gobierno Kariņš.